# Фетиш-арт

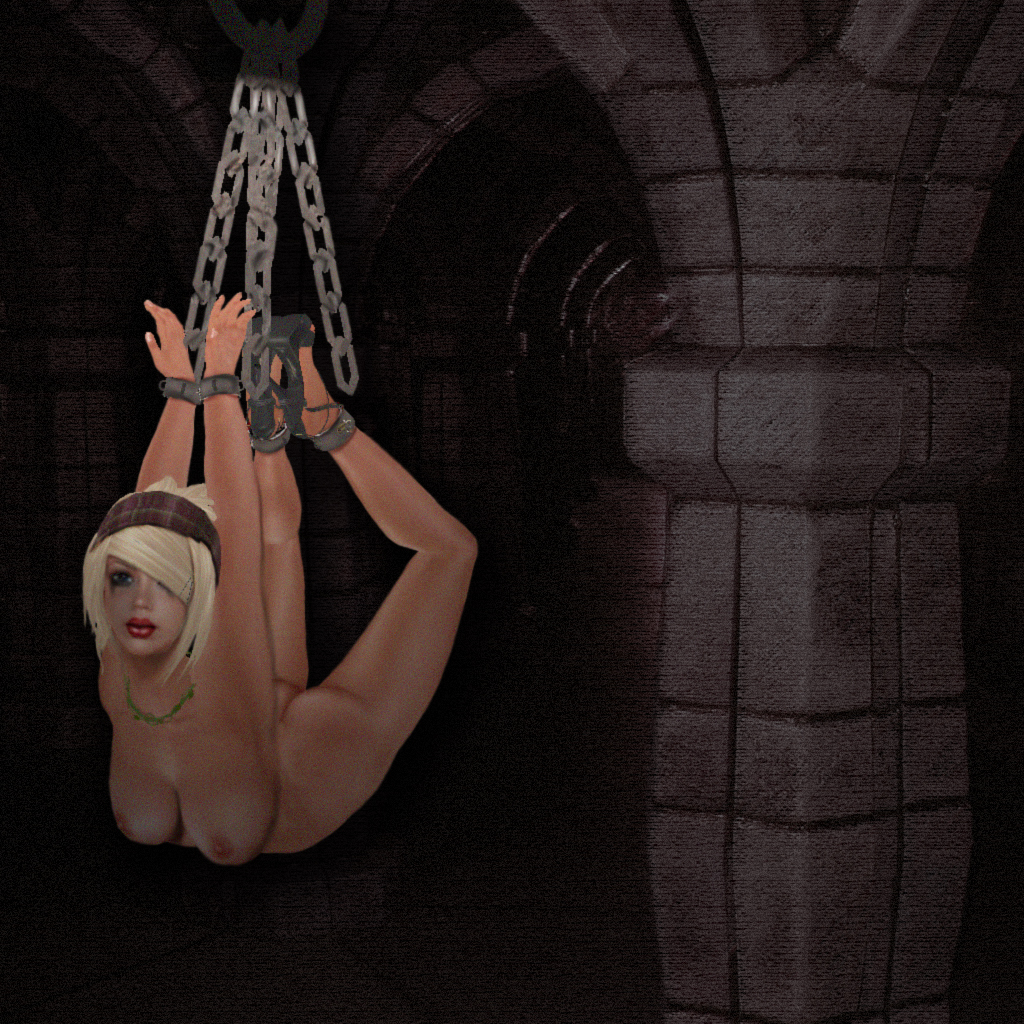
Работа в стиле фетиш-арта, изображающая бондаж с подвешиванием

Фетиш-арт — вид  современного искусства, представляющий различные фетишистские ситуации, включая садомазохизм, доминирование и подчинение, бондаж, переодевание и тому подобное, иногда в сочетании.
К фетиш-арту можно отнести также изображение человека, просто одетого в фетишистскую одежду: нижнее бельё, чулки, высокие каблуки, корсеты и сапоги. Самой распространённой его темой является   голая женщина, одетая как домина.
Многие из «классических» художников-фетишистов 1940-х, 1950-х и 1960-х годов, таких как Эрик Стэнтон и Джин Билбрю, начинали свою карьеру в компании Ирвинга Кло «Movie Star News» (позднее «Nutrix»), создавая рисунки для эпизодических иллюстрированных рассказов, посвящённых теме бондажа.
В 1946 году художник-фетишист Джон Куттс (он же Джон Вилли) основал журнал «Bizarre», который первоначально издавался в Канаде, а затем стал печататься в США и стал источником вдохновения для ряда новых фетиш-журналов, таких как «Bizarre Life». В 1957 году английский инженер Джон Сатклифф основал журнал «Atomage», в котором были представлены изображения латексной одежды, которую он производил. Работа Сатклиффа вдохновила Дайану Ригг на ношение кожаного комбинезона в телесериале «Мстители», что способствовало росту популярности фетишистских изображений.
В 1970-х и 1980-х годах работы фетиш-художников, таких как Роберт Бишоп, широко публиковались в журналах о бондаже. Впоследствии была учреждена премия SIGNY, вручаемая ежегодно работающим в этом направлении. Многие художники, трудившиеся в массовой индустрии комиксов, включали фетишистские образы в свои работы, как правило, в качестве шокового приёма или для обозначения злодейства или коррупции. Изображение красивых женщин в узких фетиш-нарядах также способствовали лучшим продажам комиксов среди подростковой мужской аудитории, что также являлось фактором распространения фетиш-арта в комиксах.
В 1950-е годы в США стали появляться комиксы на тему бондажа или фетиша. Примерно в то же время фетиш-арт стал проявляться в карикатурах Джорджа Петти, Альберто Варгаса и других, которые публиковались в таких журналах, как «Playboy» и «Esquire». Вероятно, самым известным примером фетиш-образов в комиксах является Женщина-кошка в костюме с кнутом, которая была названа «иконой фетиш-арта».
Многие фетиш-художники изображали в своих работах различные проявления урофилии, такие как Домино, Том оф Финланд, Мэтт и The Hun.
Художники, работавшие в направлении поп-арт, такие как Аллен Джонс, также включали элементы фетиш-арта в свои работы. Их также можно найти в творениях в стилях сюнга и сибари Хадзимэ Сораямы. Самые разнообразные работы Сораямы хранятся в постоянных коллекциях Нью-Йоркского музея современного искусства (MoMA) и Смитсоновского института, а также в частной коллекции Всемирного музея эротического искусства в Майами наряду с произведениями других фетиш-художников.